# Sabam
Sabam is een Belgische vereniging van auteurs, componisten en uitgevers. Sabam is een acroniem dat staat voor "Société d’Auteurs Belge – Belgische Auteurs Maatschappij".
Sabam is een coöperatieve vennootschap (CV) met Belgische auteurs, componisten en uitgevers als leden. Ze behartigt de belangen van haar leden op het gebied van de intellectuele rechten, int alle auteursrechten voor haar leden in België, en via zusterverenigingen in andere landen (zoals Buma/Stemra in Nederland), en keert deze rechten vervolgens uit aan de rechthebbenden.
Sabam is actief in alle disciplines waar auteursrechten mee gemoeid zijn. De leden van Sabam zijn dus niet alleen componisten, tekstdichters en muzikanten, maar ook schrijvers, dichters, tekenaars, uitgevers, beeldende kunstenaars, architecten, ontwerpers, choreografen, fotografen, film- en televisieregisseurs, enz.

## Historiek
Sabam werd opgericht te Antwerpen op 30 november 1922 op aansporen van de componist Emiel Hullebroeck onder de naam NAVEA ("Nationale Vereeniging voor Auteursrecht", Samenwerkende Vennootschap). De oprichtingsakte werd neergelegd ter griffie der Handelsrechtbank te Antwerpen op 6 december 1922. De oprichting werd opgenomen in het Staatsblad van 15 december 1922. De vereniging werd ingeschreven in het Handelsregister te Brussel onder nummer 787.11, met adres in de Marnixlaan 13, Brussel.
Volgens het lidboekje op naam van Jean Evrard, d.d. 14.08 waren de stichters:
1. Lodewijck Mortelmans, toondichter, leraar aan het Koninklijk Vlaamsch Conservatorium te Antwerpen, Helenalei 17
2. Lode Baekelmans, letterkundige te Antwerpen, Valkenburgstraat 8
3. Emiel Hullebroeck, leraar aan de Rijks Normaalschool te Gent, toondichter te Brussel, Gerststraat 27
4. Edward Verheyden, toondichter, leraar aan het Koninklijk Vlaamsch Conservatorium te Antwerpen, Van Wezembeekstraat 55
5. Flor Alpaerts, toondichter, bestuurder der Koninklijke Vlaamsche Opera te Antwerpen, van de Concerten der Kon. Maatschappij van Dierkunde en van het Peter Benoit-fonds, Oude Kerkstraat 35
6. Jan Broeckx, toondichter, bestuurder van de Lassalle's Kring te Antwerpen, Nottebohmstraat 21
7. Frans Van Dyck, bestuurder der Koninklijke Maatschappij "De Broederband", te Antwerpen, Fourmentstraat 5
8. Lode Monteyne, letterkundige, Dambruggestraat 53, Antwerpen

In 1945 nam de organisatie de huidige naam Sabam aan.

## Beheer van de auteursrechten
Sabam documenteert de werken van haar auteurs om, telkens als een artistiek werk (muziek, film, literatuur, kunstwerk of podiumvoorstelling) van haar repertoire in het openbaar wordt uitgevoerd of vertoond, de auteursrechten te innen en ze aan de auteur uit te keren. Bij het toekennen van een licentie maakt Sabam een onderscheid tussen enerzijds de synchronisatierechten (die verschuldigd zijn wanneer een muziekwerk wordt gebruikt bij films, reclamespotjes, merchandising, gadgets,..) en anderzijds de reproductierechten (die moeten worden betaald bij het kopiëren of dupliceren van een werk op dvd, cd, blu-ray of andere audiovisuele drager bedoeld voor verspreiding aan derden). Wanneer het gaat om bijvoorbeeld karaoke dienen zowel synchronisatierechten (voor de beelden) als (grafische) reproductierechten (voor de ondertiteling van de tekst) te worden betaald.
Wanneer het gaat om het gebruik van muziek in bedrijfsruimtes die enkel toegankelijk zijn voor het personeel, moet de ondernemer een licentie aanvragen bij Unisono, een samenwerkingsverband tussen Sabam en SIMIM. Deze laatste staat in voor de inning en verdeling van de billijke vergoeding die moet worden betaald voor de naburige rechten van de muziekproducenten.
Op werken waarvan de (langstlevende) auteur meer dan 70 jaar overleden is en derhalve tot het publieke domein behoren zijn geen auteursrechten meer verschuldigd, behalve wanneer zij worden gearrangeerd of bewerkt (bv. vertaald) waarna de wettelijke bescherming opnieuw in voege treedt.

### Aansluiting
De auteur (kunstenaar) is niet verplicht om zich aan te sluiten bij Sabam om zijn werken wettelijk te laten beschermen. De auteurswet, met name Boek XI "Intellectuele eigendom" van het Wetboek van Economisch Recht, beschermt de werken immers automatisch. De auteur sluit zich enkel aan bij Sabam om zijn rechten door haar te laten beheren, m.a.w. door Sabam de toelating te geven de auteursrechten in de naam van de auteur te innen wanneer een werk in het openbaar wordt gebruikt. Juridisch noemt men dit een 'overeenkomst van fiduciaire afstand'.

### Documentatie
Om een werk te kunnen aangeven, moet de auteur lid zijn van Sabam. Eens lid, is hij verplicht de werken aan te geven. Sabam documenteert de aangegeven werken en slaat deze op in haar databank. In deze databank staan ook de werken van de leden van de buitenlandse zusterverenigingen waarmee Sabam een wederkerigheidscontract heeft. Samen vormen deze werken het zgn. maatschappelijk repertoire, het repertoire van Sabam.

### Inning
De auteursrechten kunnen op twee manieren worden geïnd: individueel of collectief. Men spreekt over een individuele inning wanneer de gespeelde werken en de rechthebbenden (auteurs, uitgevers of erfgenamen) op voorhand bekend zijn. Bij een collectieve inning zijn deze niet op voorhand bekend. Enkele voorbeelden van zulke inningen zijn licenties die worden afgesloten met radiozenders, restaurants, cafés, handelszaken enz.

### Uitbetaling
Ook de uitbetaling kent twee soorten: individueel en collectief. De uitbetaling gebeurt:
- volgens de repartitiesleutels overeengekomen door de rechthebbenden van een werk;
- volgens de bepalingen uit het Algemeen Reglement van Sabam, goedgekeurd door de algemene vergadering van de leden;
- volgens het type recht op verschillende tijdstippen.

## In de media
In 2004 diende Sabam een klacht in tegen internetprovider Tiscali (nu Scarlet) omdat die volgens Sabam niets deed tegen het illegaal downloaden van auteursrechtelijk beschermd materiaal. De Brusselse rechtbank van eerste aanleg gaf Sabam gelijk. In tweede aanleg, d.w.z. tijdens de beroepsprocedure, heeft het Europees Hof van Justitie in een antwoord op een prejudiciële vraag Sabam in het ongelijk gesteld in 2011 wegens strijdigheid met Europese richtlijnen. De beroepsrechter stelde de vraag of Scarlet verplicht kon worden een filter in te voeren om het downloaden van illegale kopieën van auteursrechtelijk beschermd materiaal te beletten. Zo'n filter zou volgens het Hof providers in de onmogelijkheid stellen om hun activiteiten op een normale wijze voort te zetten.
Tijdens de staking van Ford Genk (waarvan bekend was dat het ging sluiten in 2014) wilden enkele personen gratis de stakers via een solidariteitsactie enkele liedjes voordragen. Volgens de pers eiste Sabam hiervoor 10.000 tot 18.000 euro. Sabam ontkende dit en wees erop dat de bedragen niet stroken met de bestaande tarieven. De auteursvereniging beloofde de eventuele factuur terug te betalen.
Begin augustus 2009 schrapte Google op vraag van Sabam een aantal muziekclips van Belgische artiesten van de videowebsite YouTube. Eind 2012 sloot Sabam met Google een licentie af voor het online gebruik van haar repertoire ook buiten het Belgische grondgebied.
In 2016 kondigde Sabam verhoogde tarieven aan voor de facturatie van auteursrechten bij concerten en festivals. Onderhandelingen met de sector liepen vast en de nieuwe tarieven werden toegepast vanaf 1 januari 2017. Sectorfederatie FMiV ( Federatie van Muziekfestivals in Vlaanderen) stapte hierop naar de rechtbank om de stopzetting van de tarieven af te dwingen. In april 2018 oordeelde die dat Sabam "noch in haar conclusie, noch in haar pleidooi enige objectieve of economische rechtvaardigingsgrond aanhaalt" voor de tariefverhoging. Sabam haalde als argument aan dat gelijkaardige tarieven in onze buurlanden beduidend hoger liggen. Daardoor ontvangen auteurs een lagere vergoeding in België, dan wanneer hun werken gespeeld worden op concerten en festivals in het buitenland. De rechtbank weerlegde dit en besliste dat "hogere tarieven in het buitenland niet kunnen rechtvaardigen dat de Belgische tarieven van Sabam excessief en zonder enige economische rechtvaardiging worden verhoogd". Bovendien argumenteerde Sabam dat de nieuwe tarieven geen gevolgen zouden hebben voor 75 procent van de festivals of concerten. De rechtbank oordeelde als volgt: "Dit beklemtoont het misbruik van machtspositie aangezien gelijkwaardige prestaties ongelijk worden behandeld. Het gaat ook in tegen de gevestigde Europese rechtspraak om significant verschillende tarieven aan te rekenen aan kleinere en grotere festivals louter en alleen omdat grotere festivals grotere financiële middelen zouden hebben." Daarop trok Sabam naar het Hof van Beroep. Die stelde  op haar beurt een prejudiciële vraag aan het Europese Hof van Justitie. Die oordeelde dat Sabam geen misbruik maakte van haar machtspositie bij de berekening en de toepassing van het tarief.  Het Hof van Beroep volgde de Europese uitspraak en valideerde op 7 september 2022 de wijze waarop Sabam de vergoeding voor haar auteurs berekent. Ze dient daarbij haar tariefwijzigingen te motiveren en in de mate van het mogelijke rekening te houden met het effectief gebruikte repertoire. 
Ondertussen sloot Sabam een akkoord met We Are One World, het bedrijf achter Tomorrowland. Via een gedeeld persbericht   communiceerden beide partijen dat ze via de TML dj academy een partnership aangaan om nieuw muziektalent te ondersteunen in de ontwikkeling van hun carrière. Daarnaast zal Sabam voortaan gebruik maken van automatische muziekherkenningstechnologie om de auteursrechten te berekenen voor de muziek die gespeeld wordt op het festival. De partijen beëindigen daarmee hun dispuut over de vergoeding voor auteursrechten dat aansleepte sinds 2014. 

### Basta
In de derde aflevering van het Eén-programma Basta werd de auteursrechtenorganisatie op de korrel genomen. Men verzon namen van artiesten en gaf aan dat deze fictieve personen, die dus niet aangesloten zijn bij Sabam, een optreden gaven. Enkele verzonnen namen waren Suzi Wan (merk Aziatische eetwaren), Ken Wood (merk mixers), Kimberly-Clark (merk hygiëneproducten) en Mister Cocktail & The Partymix (een fles cocktail en een doos met verschillende hapjes). Hoewel deze muziekmakers niet aangesloten waren, stuurde Sabam toch een factuur omdat de namen ook voorkomen als bestaande leden van auteursverenigingen. Sabam betaalde na de uitzending van de aflevering de som terug.
Eind september 2012 beweerde Bart Tommelein dat Sabam geld zou innen voor een repertoire dat niet het hare is zoals BASTA had aangekaart. Het waren de leden van Sabam die hierop reageerden via een open brief.